# Yufu
För andra betydelser, se Yufu (olika betydelser).
Yufu (japanska: 由布市?, Yufu-shi) är en stad i Ōita prefektur i Japan. Staden bildades 2005 genom en sammanslagning av kommunerna 
Hasama, Shōnai och Yufuin.